# Akademia Świętego Łukasza
Akademia Świętego Łukasza (wł. Accademia nazionale di San Luca) – włoska akademia nauk w Rzymie, założona w 1577 roku przez Federika Zuccaro jako akademia sztuk pięknych. Powstała z inicjatywy papieża Grzegorza XIII.
Akademia Świętego Łukasza wyłoniła się z cechu malarzy, hafciarzy, rzeźbiarzy i architektów, pozostającego pod patronatem św. Łukasza Ewangelisty; wielokrotnie reformowana, do XIX wieku uważana za najlepszą akademię sztuk pięknych w Europie.
W latach 1806–1870 każdemu prezydentowi akademii przysługiwał dożywotnio papieski Order Moretta.